# Super Princess Peach
Super Princess Peach (スーパープリンセスピーチ, Sūpā Purinsesu Pīchi) es un videojuego desarrollado por TOSE para la consola portátil Nintendo DS. Es el primer juego en el que la Princesa Peach es protagonista. Fue lanzado en Japón el 20 de octubre de 2005, en Norteamérica el lanzamiento fue el 27 de febrero de 2006 y en Europa el 26 de mayo de 2006.

## El misterio de la estrella
A lo largo del juego puede verse a una estrella con gafas de sol que duerme, según la información que se te concede en el desarrollo es un enemigo muy formidable al que hay que herir acercándose con lentitud (pulsando los botones L o R). La estrella hace parte de otro videojuego que sólo fue lanzado en Japón y es llamada Starfy, para derrotarla hay que golpearla tres veces en tres lugares diferentes de la isla.

## Jugabilidad
Super Princess Peach sigue la misma línea de juegos de plataformas tradicionales. Hay ocho mundos: Llano Tralará , Bosque Hoo,  Villa Repeboos, Volcán Ira, Playa Oleada, Cristal Glacial, Cielo Céfiro y Villa de Bowser. En cada mundo, hay seis niveles y un jefe de batalla. Cada jefe de batalla requiere una prueba para jugar. Por ejemplo, en Villa Repeboos Peach está descendiendo en la sombrilla, y los grifos reproductor de la pantalla para ahuyentar a los Boos. Si los Boos la tocan, el jugador debe empezar de nuevo. Después de que el jugador ha terminado el minijuego, tiene que jugar de nuevo tratando de luchar contra el nuevo jefe. 
Dentro de los mismos niveles, hay una serie de cajas que se dan consejos específicos de juego. Hay tres Toad que están ocultos a lo largo de cada nivel, los niveles de jefe tiene un Toad para rescatar (a excepción del Mundo 7 es el jefe que Luigi es cautivo, y el mundo 8 es el jefe, donde Mario es secuestrado) encerrado en una burbuja (Mario fue encerrado en una jaula). Cada mundo tiene 16 Toad al rescate. Para poder jugar a la batalla final contra el jefe (Bowser), el jugador debe rescatar a todos los Toad. 
Después de que el juego se ha completado, el jugador puede ir a través de los niveles de nuevo para recoger más elementos desbloqueables. Vencer la batalla contra un jefe abrirá tres nuevos niveles para el otro mundo, por ejemplo, que azota al mundo un jefe abrirá tres nuevos niveles para el mundo 2 y así sucesivamente. Hay un total de 24 niveles extra para desbloquear. 
El juego cuenta con numerosos enemigos clásicos de la serie Mario, como Goombas, Koopa Troopa y Hermanos Martillo. En una vuelta de tuerca, algunos de los enemigos también son emocionalmente afectados, tales como los Goombas tristes de color azul o los Bill Bala rojos de ira. 
En la parte superior izquierda de la pantalla, hay dos bares: indicador de corazón (un máximo de cinco corazones) y el medidor de la emoción. Siempre que Peach cae en un agujero o es golpeado por un enemigo, se pierde la mitad de un corazón. Cuando todos los corazones se han perdido, ella debe comenzar desde el principio del nivel. Peach tiene vida infinita, por lo que el jugador puede continuar tanto como quiera. El medidor de emoción corresponde a los cuatro poderes que tiene. Las emociones en Isla Vibe afectan a todos, incluso algunos enemigos, pero Peach puede cambiar sus emociones a voluntad. 
Alegría, tristeza, rabia, y calma son las emociones utilizados a lo largo del camino. Cuando los grifos jugador en cada estado de ánimo, se activará una habilidad diferente, que normalmente ayuda a resolver los puzles o derrotar enemigos. 
Alegría: Peach se hace muy feliz y se envuelve en un poderoso ciclón con notas musicales, lo que le permite volar, las nieblas, las nubes racha y molinos de viento y a su vez, empujar hacia abajo fuentes, golpear los bloques por encima de los enemigos de su golpe y distancia. Sin embargo, no se verá envuelto en un ciclón durante el vuelo. Con este poder, se puede volar con el viento en algunas etapas. También se puede utilizar para romper bolsas de vuelo que contienen en su mayoría de las monedas y, a veces el corazón de los cristales y el ambiente, haga girar la cabeza Kamek y frenar sus caídas como un uso fácil. Sin embargo, algunas zonas cuentan con esporas que dejar sus habilidades de vuelo, que requieren métodos más tradicionales para llegar a la plataforma. También acelera el ritmo de la música con notas más altas y un tono muy feliz. (Corazón Amarillo)
Tristeza: Peach va a llorar, haciéndola correr más rápido, saltar más lejos, e infligir daño a los enemigos en el suelo. El torrente de lágrimas que se dispersa mientras ella está llorando también se puede utilizar para regar algunos obstáculos, como ayudar a un pequeño brote se convierten en una planta de larga y alta que se puede utilizar para escalar y llegar a lugares más altos. Cuando las lágrimas chocar con el suelo, destellos aparecen debajo de ellos. Este poder puede derrotar a los de Flora y Nipper pibe Cheep, extinguir las llamas, huelga de todos los bloques a la vez y empuje pesadas bolas encadenadas y enemigos infligido. También se desacelera el ritmo de la música con notas ligeramente baja y un tono triste. (Corazón Azul)
Rabia: Peach se convertirá enfureció y prenderse fuego con un incendio grande, por lo que su invencible, quemar enemigos y otros objetos, y capaz de causar terremotos cuando ella aterriza. Sin embargo, ella no puede correr rápido y no será capaz de ir lejos. Este poder puede ahuyentar a los Boos, la pesca fantasmas Lakitu y bandadas de murciélagos, empuje hacia abajo los interruptores y los monstruos de piedra, derretir muñecos de nieve y el hielo, se encienden lámparas con iluminación en lugares oscuros y se abren las bolsas de vuelo. También se desacelera el ritmo de la música con notas extremadamente bajos y la música se hace un tono enojado. (Corazón rosa)
Calma: Peach se calma, se convierten en placer y una "burbuja" aparecerá, en torno a ella. Esto restaura la salud. Esta burbuja se romperá si golpeado por algo peligroso, por lo tanto detener el proceso de curación. Todavía se puede mover y atacar cada vez que en virtud de este poder. También cambia las claves de la música en las notas más altas y un tono alegre. (Corazón Verde)
Cada uso de drenaje del estado de ánimo del jugador la emoción (el garabato poco amarillo en la parte superior izquierda de la pantalla superior). La barra puede ser restaurada mediante la captura de joyas azul turquesa o absorción de los enemigos. Con Brillita la sombrilla, la Princesa Peach puede utilizar muchas capacidades. Saltando sobre los enemigos no los derrota, Peach debe utilizar la sombrilla para golpearlos. El jugador puede presionar "B" de inmediato barrido a un lado o una "X" para ponerlos en la parte superior de la sombrilla. Una vez que el enemigo está en la parte superior de la sombrilla, el jugador puede presionar "X" de nuevo para poner al enemigo, "B" para lanzar al enemigo, o hacia abajo en el panel de control para absorber el enemigo, que rellena parte de la emoción metros. Mientras el juego progresa, Brillita gana nuevas habilidades. La "submarilla" permite Peach para viajar bajo el agua. El jugador da golpes en el micrófono para soplar burbujas para derrotar a los enemigos y romper bloques submarinos. La  "Enganchilla" Brillita se vuelca hacia abajo y usa su mango como un gancho. Se utiliza en zonas con un laberinto de cables de alto vuelo. El "Tazonilla" pone de Peach en el paraguas y le permite navegar a través de la superficie del agua. 
Además, el juego cuenta con una tienda donde los jugadores pueden comprar objetos, usando monedas de moneda. El jugador puede comprar mejoras incremento de ampliar el gálibo del corazón o el medidor de la emoción, así como tres nuevas habilidades. El "Flotardilla" permite a Peach  mantenerse a flote durante unos segundos. "Taladrilla" sacude la tierra y aturde a los enemigos cercanos. "Disparilla" crea una pequeña carga que aturdir al enemigo más cercano. También puede extender su salud y medidores de vibraciones, así como ganar monedas de atacar a los enemigos.

## Curiosidades
Originalmente los Koopalings iban a ser los jefes del juego, esta evidencia se puede encontrar en los sprites del juego
- Datos: Q1996527